# Érechthée (Euripide)
Pour les articles homonymes, voir Érechthée (homonymie).
Érechthée est une tragédie grecque fragmentaire d'Euripide jouée vers 421 av. J.-C.
On en connaît 125 vers depuis l'Antiquité. Des fragments (119 vers, dont 50 complets) ont été retrouvés en 1967 dans des cartonnages de momie appartenant à la Sorbonne, dans un volumen palimpseste datant des environs de 250 av. J.-C.

## Sources
- Blanchard Alain. 132. Recherches de Papyrologie IV, Revue des Études Grecques, 1968, vol. 81, n° 386, pp. 594-596. Lire sur Persée